# Angas (Papouasie-Nouvelle-Guinée)
Pour les articles homonymes, voir Angas.

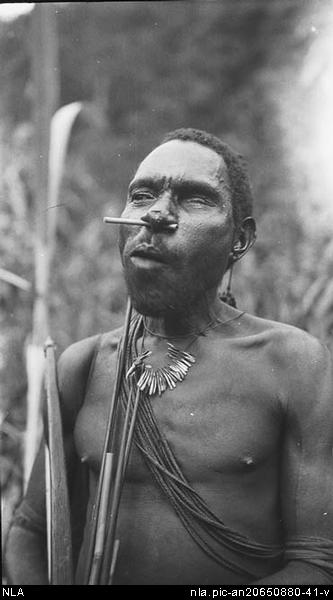
Un Kukukuku photographié pendant une expédition en Papouasie-Nouvelle-Guinée en 1931.

Les Angas (ou Angu), surnommés péjorativement Kukukukus par les tribus voisines, sont un peuple de Papouasie-Nouvelle-Guinée qui avait la tradition de momifier les morts.